# Theodor Krancke
Theodor Krancke (Magdeburgo, 20 marzo 1893 – Wentorf bei Hamburg, 18 giugno 1973) è stato un ammiraglio tedesco.

## Biografia
Nella fase iniziale della seconda guerra mondiale fu comandante dell'incrociatore pesante Admiral Scheer. La nave lasciò il porto di Gotenhafen il 29 ottobre 1940 per dirigersi verso l'Atlantico, con il compito di attaccare il naviglio mercantile diretto in Gran Bretagna.
Superato lo stretto di Danimarca (non senza difficoltà a causa delle forti tempeste), la Scheer fece rifornimento da petroliere tedesche e si diresse verso l'Atlantico centrale. La mattina del 5 novembre 1940, l'idrovolante da ricognizione dell'incrociatore intercettò un grosso convoglio britannico, il convoglio HX84 partito dal porto canadese di Halifax. La Scheer si diresse alla massima velocità verso il convoglio, affondando strada facendo il mercantile Mopan, che navigava isolato. Poco prima delle 16:30, la Scheer intercettò il convoglio britannico, formato da 37 mercantili di diverso tipo scortati dall'incrociatore ausiliario HMS Jervis Bay; mentre l'incrociatore si portava a tiro, il piccolo Jervis Bay iniziò a stendere una cortina fumogena per coprire i mercantili, per poi dirigersi a tutta velocità contro la Scheer. Crivellato di colpi, il Jervis Bay affondò con la perdita di quasi tutto il suo equipaggio, ma con il suo sacrificio era riuscito a dare un vantaggio di 22 minuti al resto del convoglio. Con il sole che stava calando, la Scheer si lanciò all'inseguimento del convoglio, e con l'ausilio di riflettori, radar e razzi illuminati, rintracciò a uno a uno i mercantili. Alle 20:40, quando Krancke sospese l'inseguimento, la Scheer aveva sparato quasi metà delle munizioni di scorta, affondando cinque navi mercantili (tra cui una petroliera) e danneggiandone altre tre.
Krancke continuò la sua missione nell'Atlantico meridionale, affondando altri due piroscafi e catturando una nave frigorifera carica di uova; poi si portò nell'Oceano Indiano, dove affondò altre quattro navi.
Alla fine della missione, conclusa dopo 161 giorni di mare, Krancke aveva catturato o affondato ben 111.000 tonnellate di naviglio. Il 21 febbraio 1941 fu insignito di Croce di Cavaliere della Croce di Ferro.
Successivamente Krancke entrò a far parte del comando supremo come rappresentante della Kriegsmarine ed in tale ruolo informò Hitler  giorno per giorno dell'andamento delle campagne navali, tra le quali l'operazione Regenbogen, che vide gli incrociatori Admiral Hipper e Lützow all'attacco del convoglio JW-51B il 31 dicembre 1942.
In seguito Krancke divenne comandante in capo del gruppo navale occidentale, che alla vigilia dello sbarco in Normandia si vide le sue forze navali, inizialmente composte da una sessantina di unità, ridotte a due cacciatorpediniere, a 31 motosiluranti ed a un certo numero di navi da pattuglia e dragamine. Alla fine di maggio 1944 Krancke si convinse a torto che la preparazione intesa in atto nei porti inglesi facesse parte di un gigantesco bluff montato dagli Alleati per tenere i tedeschi sotto l'incubo di uno sbarco in Europa,  che non ci sarebbe mai stato. Questo parere di Krancke, condiviso da molti altri generali tedeschi e dal comando supremo, rese ancora più drammatica la sorpresa del D-Day.